# Chloorchemie
Chloorchemie wordt gekenmerkt door de neiging van het element chloor om de oxidatietoestand -I aan te nemen. In combinatie met een sterkere oxidator dan chloorgas zelf zoals dizuurstof en difluor kan het echter ook toestanden +I,+III, +V en +VII aannemen. Alle chloorverbindingen, behalve het chloride-ion, zijn zeer sterke oxidatoren. De oxozuren en zouten daarvan, maar ook de chlooroxiden zijn daarom zeer brandbevorderend.

## Oxidatietoestand -I
In deze oxidatietoestand komt chloor alleen voor als chloride. Het atoom heeft daarbij formeel één elektron opgenomen.
Deze toestand is ook de meest voorkomende vorm waarin chloor in de natuur wordt aangetroffen.
Dichloor is een vrij sterke oxidator en met vele metalen reageert het dan ook als zodanig en vormt een chloride. Bijvoorbeeld met magnesium:
Cl2 + 2e− ⇒ 2Cl−
Mg ⇒ Mg2+ + 2e−
Cl2 + Mg⇒ MgCl2
Metaalchloriden zijn in het algemeen goed oplosbare zouten. Zilverchloride is een uitzondering. Dit chloride wordt gebruikt in de fotografie.
Met diwaterstof reageert chloorgas tot het covalent gebonden gas waterstofchloride HCl, dat in water volledig ioniseert en zo een sterk zure oplossing vormt. Uit de reactie van metalen en basen met de oplossing of het gas ontstaan ook chloriden.
Niet-metaalchloriden bestaan meestal uit covalente bindingen. Enkele voorbeelden : koolstoftetrachloride, fosfortrichloride, boortrichloride.

## Oxidatietoestand +I
Bij het oplossen van chloorgas in een base zoals NaOH ontstaat via een auto-redoxreactie het hypochloriet-ion (OCl−), dat beschouwd kan worden als de combinatie van een Cl+ en een O2− ion. Natriumhypochloriet is in oplossing een zeer sterk oxiderend, vandaar dat het een goed bleekmiddel is.
Oplossingen van natriumhypochloriet worden in het huishouden gebruikt als bleekloog. Wanneer er sterke zuren zoals zoutzuur aan toegevoegd worden komt er chloorgas vrij door vorming van waterstofhypochloriet (onderchlorigzuur HClO), dat onstabiel is en ontbindt onder atmosferische omstandigheden.

## Oxidatietoestand +III
Deze toestand bestaat chloor alleen in gebonden vorm in een molecuul of ion:
1. in de zouten van waterstofchloriet (chlorigzuur), de chlorieten, bijvoorbeeld NaClO2.
2. in chloortrifluoride.

## Oxidatietoestand +IV
Eén enkel voorbeeld van een verbinding waar chloor dit oxidatiegetal heeft is bekend: chloordioxide ClO2, een deeltje met een oneven aantal valentie-elektronen.
Het wordt toegepast voor het bleken van houtpulp voor de papierindustrie en voor waterzuivering.

## Oxidatietoestand +V
In deze toestand komt waterstofchloraat, HClO3, (chloorzuur) voor. Het is een zeer sterk, oxiderend en instabiel zuur (soms stabiel mits de concentratie niet boven de 30% komt). Ook de zouten van dit zuur (de chloraten) zijn zeer krachtige oxidatoren. De eigenschappen van dit zuur en zijn zouten zijn ongeveer gelijk aan de chloorverbindingen met de oxidatietoestand van +VII. Chloraten reageren zeer heftig met bijna alle organische verbindingen en ook in het bijzonder met zwavel en rode fosfor. Het mengen met zwavel of fosfor en bijvoorbeeld kaliumchloraat levert potentieel gevaarlijke situaties op omdat het spontaan kan ontsteken of ontploffen. Om deze eigenschap worden deze stoffen wel veel gebruikt in pyrotechnische devices als oxidatiemiddel.

## Oxidatietoestand +VII
In deze toestand komt chloor alleen voor wanneer het omringd is door zuurstofatomen. Het vormt dan de verbinding waterstofperchloraat, HClO4, (perchloorzuur). Zouten van dit zuur zijn tevens krachtige oxidatoren. Ondanks de chemische verwantheid met chloraten zijn perchloraten wat stabieler. Ze reageren heftig met metaalpoeders en organische materialen. Ze zijn echter stabieler wanneer ze gemengd worden met zwavel en/of rode fosfor.
Het perchloraation wordt vrij vaak toegepast als tegenion van kationen die anders niet in oplossing gaan.

## Oxiden van chloor
Er is een vrij groot aantal oxiden bekend van chloor:
- Dichloormonoxide (Cl2O)
- Chloormonoxide (ClO)
- Dichloordioxide (Cl2O2)
- Dichloortrioxide (Cl2O3)
- Dichloortetraoxide of chloorperchloraat (Cl2O4)
- Chloordioxide (ClO2)
- Chloortrioxide (ClO3)
- Dichloorhexaoxide (Cl2O6), een peroxide
- Dichloorheptaoxide (Cl2O7)

## Fluoriden van chloor
Er is een drietal fluoriden bekend :
1. Chloormonofluoride (ClF)
2. Chloortrifluoride (ClF3)
3. Chloorpentafluoride (ClF5)

## Organische chloorverbindingen
Chloor kan via een radicaalmechanisme aan een alifatische koolwaterstof gesubstitueerd worden. Gechloreerde koolwaterstoffen, zoals tetrachloormethaan, chloroform, trichlooretheen enz. worden veel gebruikt als oplosmiddelen. Veel polymeren van alfatische koolwaterstoffen bevatten onder andere chloor als substidiënt, bijvoorbeeld pvc, polyvinylchloride (polychlooretheen).
Ook is er een rijk spectrum aan aromatische koolwaterstoffen dat chloor als substidiënt heeft. Bijvoorbeeld het pesticide DDT (dichloor-difenyl-trichloormethaan) is een verbinding van twee benzeen ringen met beide een chlooratoom en 3 chlooratomen met een centraal koolstofatoom. Ook komen er aromatische furaanverbindingen vrij die chloor bevatten. Bijna alle aromatische chloorkoolwaterstoffen zijn giftig alswel vermoedelijk carcinogeen.
Bij onvolledige verbranding van een chloorkoolwaterstof komen dikwijls zeer giftige dioxines vrij.